# Jan Procházka (ekonom)
Jan Procházka (* 1. února 1979 Ostrava) je český ekonom, od února 2023 člen bankovní rady ČNB.

## Život
Vystudoval aplikovanou matematiku na Přírodovědecké fakultě Univerzity Palackého v Olomouci a ekonomické vzdělání dokončil na Provozně ekonomické fakultě Mendelovy univerzity v Brně (získal titul Ing.).
Deset let působil ve finanční skupině CYRRUS, mimo jiné jako hlavní analytik a ředitel pražské pobočky. Od roku 2012 je předsedou představenstva a generálním ředitelem akciové společnosti Exportní garanční a pojišťovací společnost (EGAP), kde má kromě podpory a diverzifikace českého exportu na starost implementaci Solvency II či zastupování v mezinárodních institucích. Zároveň je od jara 2012 předsedou dozorčí rady národního pivovaru Budvar.
Působil také v Legislativní radě vlády, kde byl členem pracovní komise pro hodnocení dopadů regulace (Komise RIA). Dvakrát byl členem Národní ekonomické rady vlády (NERV), kde vedl skupinu pro klíčové výkonnostní ukazatele (KPI) státní správy. Od května 2022 je koordinátorem celého poradního sboru NERV. Působil také v Nezávislé energetické komisi II (Pačesova komise II).
V prosinci 2022 jej prezident ČR Miloš Zeman jmenoval členem bankovní rady ČNB, a to s účinností od 13. února 2023.
Jan Procházka mluví anglicky a na základní úrovni španělsky.